# Antonio Luisi
Antonio Luisi (7 ottobre 1994) è un calciatore lussemburghese, attaccante del Mondercange.

## Carriera

### Club
Ha giocato nella prima divisione lussemburghese.

### Nazionale
Ha esordito con la nazionale lussemburghese nel 2013.

## Palmarès

### Club

#### Competizioni nazionali
- Coppa del Lussemburgo: 2

Differdange 03: 2013-2014, 2014-2015
- Campionato lussemburghese: 1

F91 Dudelange: 2017-2018